# Taylorvallei

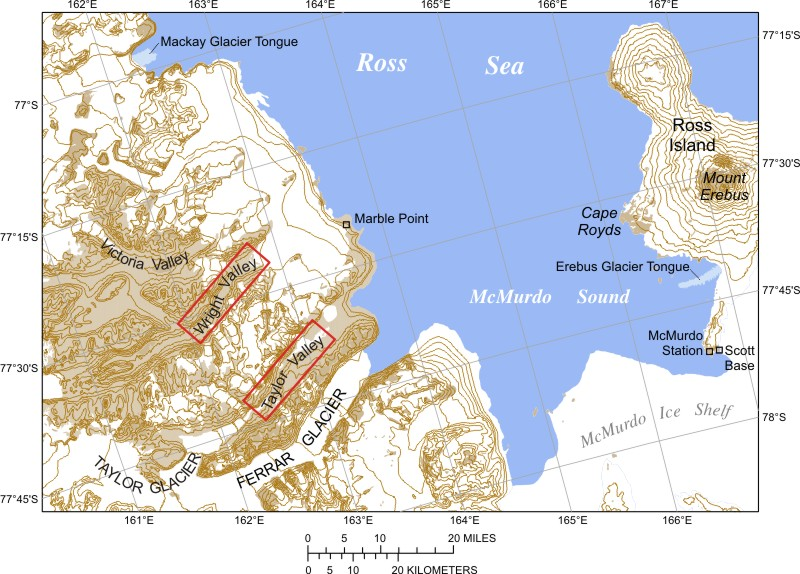
Kaart met de locatie van de vallei

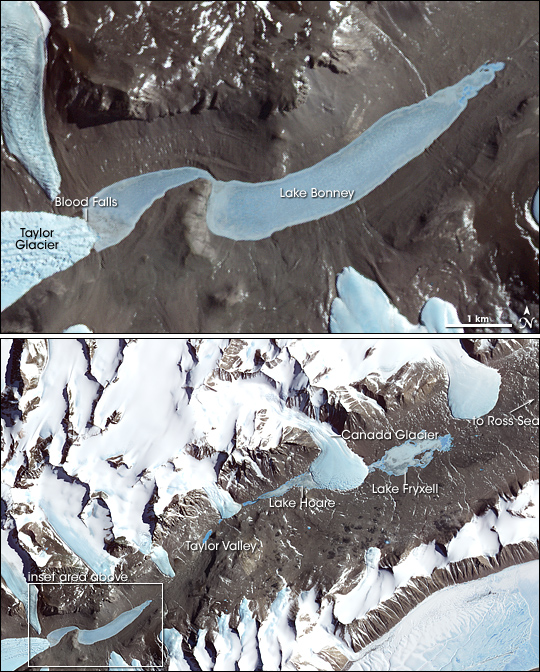
Satellietbeeld van de vallei met uitsnede van het Bonneymeer

De Taylorvallei is de zuidelijkste van de drie grote Droge Valleien van McMurdo (de middelste is de Wrightvallei en de noordelijkste de Victoriavallei) in het Transantarctisch Gebergte van de Antarctische regio Victorialand. De vallei strekt zich uit over een lengte van 29 kilometer tussen de McMurdo Sound in het oosten en de Taylorgletsjer in het westen. De Taylorgletsjer, waar de naam vanaf geleid is, bedekte ooit de hele vallei. In het westen van de vallei ligt het Bonneymeer en in het oosten het Fryxellmeer met ertussen nabij elkaar de meren Hoare, Chad (Tsjaad), Popplewell, de Mummyvijver en de Pareravijver. Ten oosten van het Bonneymeer ligt de Pearsevallei. De Taylorvallei wordt aan noordzijde gescheiden van de Wrightvallei door de Asgardrug en aan zuidzijde van de Ferrargletsjer door de Kukriheuvels.
De vallei werd ontdekt door de Discovery-expeditie (1901-1904) en volledig onderzocht door de Nimrod-expeditie (1907-1909) en de Terra-Novaexpeditie (1910-1913). De vallei (en de gletsjer) zijn vernoemd naar de Australische geoloog Thomas Griffith Taylor.

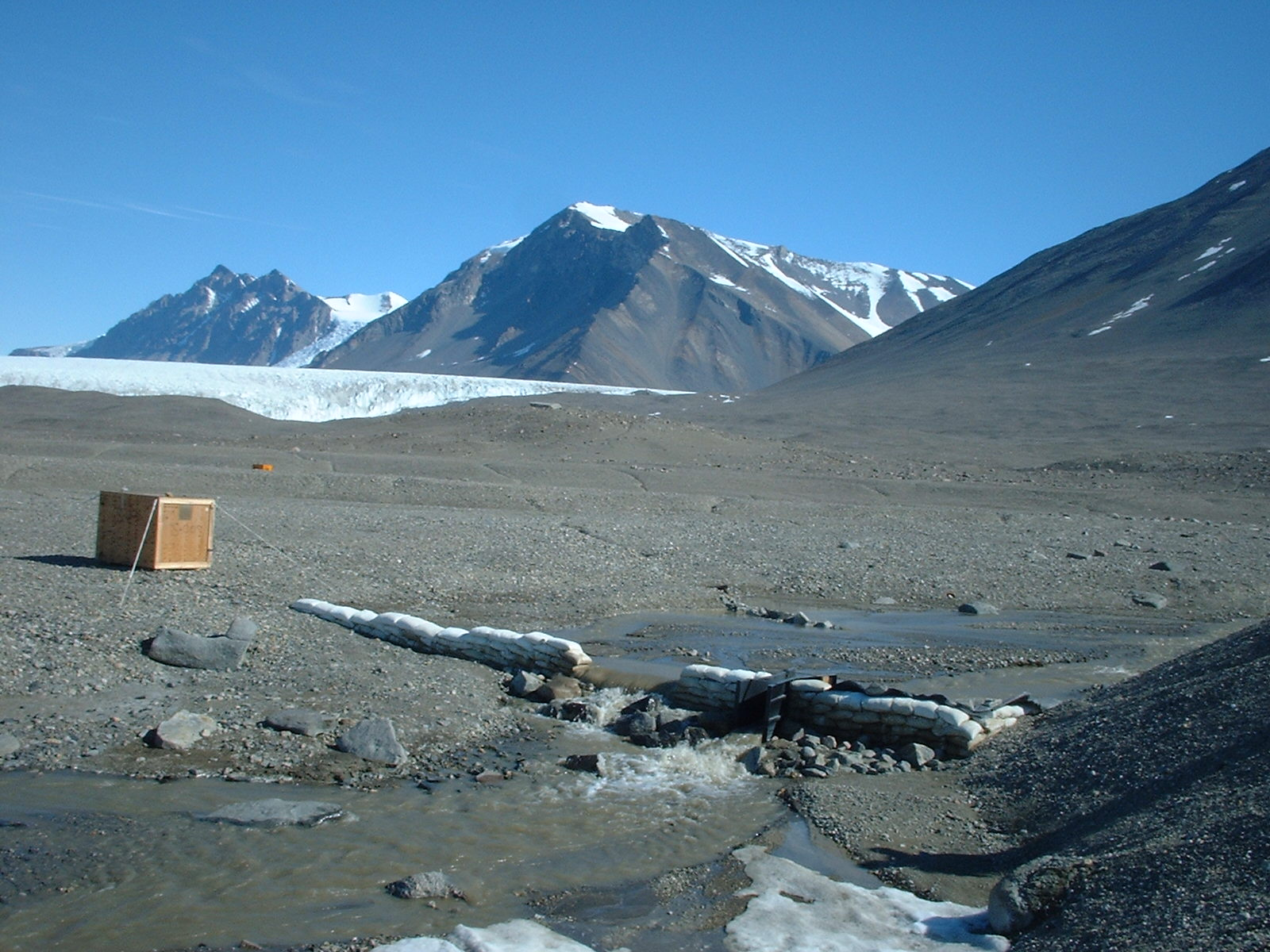
USGS-peilstation in de Hueykreek in de Taylorvallei (2001)